# Gossypium aridum
Gossypium aridum är en malvaväxtart som först beskrevs av Joseph Nelson Rose och Standley, och fick sitt nu gällande namn av Skovsted. Gossypium aridum ingår i släktet bomull, och familjen malvaväxter. Inga underarter finns listade i Catalogue of Life.